# Zond-programmet
Zond-programmet (Зонд = Zond, betyder sonde) var et sovjetisk rumprogram til at afprøve nye interplanetariske teknikker i tresserne. Man mistede radioforbindelsen til de første Mars- og Venerasonder og sendte Zond-sonder af sted på tilsvarende lange rejser for afprøvning af nye kommunikationssystemer. Med Zond 3 afprøvede man transmission af billeder på lang afstand, mens de sidste Zond 4 til 8 blev brugt til at undersøge genindtræden i Jordens atmosfære fra månerejser. Ved at "slå smut" i den øvre atmosfære, vil g-påvirkningerne blive acceptable. Et tilbagevendende månefartøj kunne ramme den nordlige eller den sydlige halvkugle, hvorefter den endelige nedstigning ville ske på den modsatte halvkugle. Første kontakt på den nordlige kan let følges af jordstationer i Sovjetunionen, men kræver et større flådeopbud i det Indiske Ocean. En første kontakt over den sydlige halvkugle vil foregå i blinde, mens landingen så vil foregå i selve Sovjetunionen. Begge typer blev afprøvet.

Sonder, der ikke nåede ud i rummet, er her benævnt "Zond-1967A" osv. Zond-sonder der ikke forlod jordkredsløbet blev kaldt "Kosmos 27" osv.

## Opsendt medR-7 Semjorka-raketter
- - Kosmos 27, 27. marts 1964.
  - Zond 1, 2. april 1964 — opsendt mod Venus, radioforbindelsen gik tabt efter 1½ måned.
  - Zond 2, 30. november 1964 — opsendt mod Mars, radioforbindelsen gik tabt efter 4 måneder.
  - Zond 3, 18. juli 1965 — fløj bagom Månen og transmitterede billederne fra en bane på vej til Mars.

## Opsendt medProtonraketter
- Sojuz 7K-L1-fartøjer mangler kredsløbsmodulet, men har et tykkere varmeskjold og en kraftigere radio. De fløj i et ottetal rundt om Månen på en seksdages rejse og kunne have sendt et menneske rundt om Månen før USA.
  - Kosmos 146, 10. marts 1967.
  - Kosmos 154, 8. april 1967.
  - Zond-1967A, 28. september 1967.
  - Zond-1967B, 22. november 1967.
  - Zond 4, 2. marts 1968. Fløj ud til Månens afstand og brændte op ved genindtræden.
  - Zond-1968A, 23. april 1968.
  - Zond 5, 15. september 1968 — medbragte skildpadder, landede i det Indiske Ocean.
  - Zond 6, 10. november 1968 — fotograferede bagsiden, landede i Sovjetunionen.
  - Zond-1969A, 20. januar 1969.
  - Zond 7, 8. august 1969 — dukken Ivan Ivanovitj, landede i Sovjetunionen
  - Zond 8, 20 oktober 1970 — dukken Ivan Ivanovitj, landede i det Indiske Ocean. 100 % succes.